# Makarska

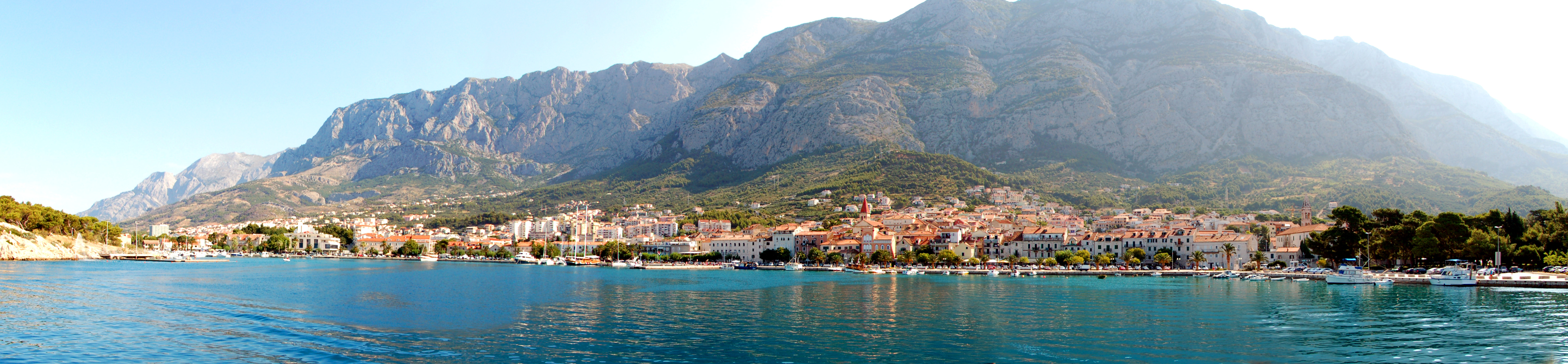
Panoramabild över hamnen i Makarska.

Makarska är en turiststad vid den dalmatiska kusten i Kroatien. Staden har 13 834 bofasta invånare (2011), men under högsäsong är det fler. Staden ligger mellan havet och de branta Biokovoberget som sträcker sig längs stora delar av kusten. De äldre delarna av staden ligger längs med hamnpromenaden medan de mer nybyggda turistområdena ligger ovanför strandpromenaden. Staden har gett sitt namn till en cirka sju mil lång sträcka längs kusten som kallas för Makarskarivieran och omfattar flera mindre turistorter, däribland Brela, Baška Voda och Podgora. Makarska är den största turistorten på Makarskarivieran. 

## Sevärdheter
I Makarska finns ett malakologiskt museum med en stor samling av snäckor. Museet ligger i ett franciskanskt kloster nära södra delarna av hamnen.
Kyrkan S:t Markus (Crkva sv. Marka) på Kačićs torg har ett vackert altare skapat av den venetianska skulptören Pietro Onighi.

## Kommunikationer
Makarska har en busstation varifrån bussar går till många städer, både i Kroatien och andra länder. Bussen till Split går många gånger om dagen och resan tar cirka 1,5 timme (under högsäsong ibland betydligt längre).
Makarska har en naturlig hamn mellan halvön Sveti Petar och Kap Osejava. Från hamnen går en färja till byn Sumartin på ön Brač några gånger om dagen. Resan tar cirka 30-45 minuter.

## Bad
Långa småstensstränder finns inne i staden och på båda sidor om staden. 
Ett nudistbad finns mellan Makarska och grannbyn Tučepi söder om Makarska.

## Kända personligheter från Makarska
- Andrija Kačić-Miošić (1704-1760), kroatisk skald